# Federico Llano
Federico Llano Sabugueiro (La Coruña, 1960) es profesional fijo de Radiotelevisión Española desde 1983. 

## Biografía
Estudió química y cinematografía, comenzando como guionista y ayudante de producción de películas. Es personal fijo de RTVE desde 1983, año en el que entró a trabajar en el Ente y empezó produciendo informativos y magazines en los centros territoriales de Galicia y Canarias, antes de trasladarse a Madrid en 1987.
Desde 1988 trabaja en proyectos y coproducciones internacionales, primero como productor delegado de cuarenta miniseries dramáticas europeas y luego en los diferentes géneros televisivos (ficción, animación, documentales, entretenimiento y música clásica). Fue representante de TVE ante ARTE y la European Coproductions Association, y desde 1994 colabora con la UER/EBU y muchos de sus grupos de televisión.
Durante 15 años (2002-2017) ha sido subdirector de Coproducciones y Festivales de TVE y jefe de la delegación española del Festival de Eurovisión, relevando a María Teresa Segura. De 2010 a 2017 fue miembro electo y vicepresidente del Comité de Televisión de la UER. En 2017 fue elegido miembro del Grupo de Referencia del EBU Music Group.